# 苏必利尔湖国家海洋保护区域
苏必利尔湖国家海洋保护区域（英語：Lake Superior National Marine Conservation Area）是一座加拿大政府建立的国家海洋保护区域，位于苏必利尔湖北岸。该保护区域由加拿大总理斯蒂芬·哈珀于2007年宣布成立，是加拿大第一座海洋保护区域。